# О’Хара (аэропорт)
Международный аэропорт О’Хара (англ. O'Hare International Airport) (ИАТА: ORD, ИКАО: KORD, FAA LID: ORD), также известный как Аэропорт О’Хара или О’Хара, — аэропорт, расположенный в северо-западной части Чикаго, Иллинойс, США, в 27 км к северо-западу от Чикаго Луп. Крупнейший хаб United Airlines и второй по размеру хаб American Airlines (после Далласа/Форт-Уэрта). Оператором аэропорта является Департамент авиации Чикаго.
В 2005 году в аэропорту было произведено 972 246 взлётов-посадок, в среднем 2663 в день (64 % регулярных коммерческих рейсов, 33 % авиатакси, 3 % авиации общего назначения и менее <1 % военных рейсов). До 2005 О’Хара был самым загруженным аэропортом мира по количеству взлётов-посадок. В этом[каком?] году, главным образом из-за ограничений, наложенных федеральным правительством с целью уменьшить задержки рейсов в О’Хара, пальма первенства по этому параметру перешла к международному аэропорту Хартсфилд-Джексон Атланта, который сохраняет её до сегодняшнего дня. В аэропорту О’Хара происходит более шестой части всех отмен рейсов США. О’Хара также занимает важное место в обслуживании международных рейсов, принимая самолёты из 60 иностранных аэропортов. О’Хара был в 2005 году четвёртыми воздушными воротами в США после Международного аэропорта имени Джона Кеннеди, Международного аэропорта Лос-Анджелеса и Международного аэропорта Майами.
Международный аэропорт О’Хара признавался лучшим аэропортом Северной Америки читателями американского издания Business Traveler Magazine (1998—2003) и Global Traveler Magazine (2004—2007).
Несмотря на то, что О’Хара является главным аэропортом Чикаго, второй аэропорт Чикаго, Мидуэй, находится на 11 км ближе к Чикаго Луп, главному деловому центру города.

## История
Аэропорт был построен во время Второй мировой войны в 1942—1943 годах как завод — производитель для Douglas C-54. Участок был выбран из-за его близости к городу и подъездным путям. Завод площадью 180 000 м². требовал наличия дешёвой рабочей силы в то время второго по величине города США и его обширной сети железных дорог. Очард Плейс был небольшой коммуной в районе аэропорта до войны, и поэтому аэропорт получил название Аэропорт Очард Плейс/Дуглас Филд (англ. Orchard Place Airport/Douglas Field) (в результате чего утвердилось обозначение ORD). Здесь же находился 803-й Специальный Склад ВВС, на котором хранилось много редких или экспериментальных самолётов, включая захваченный самолёт противника. Эти раритетные самолёты были позднее переданы Национальному Воздушному Музею, и впоследствии сформировали ядро коллекции Смитсоновского Музея авиации и Космонавтики.
Контракт с Douglas Aircraft Company завершился в 1945 и, несмотря на предложения по постройке коммерческих самолётов, компания приняла решение сконцентрировать производство на западном побережье. После переезда Douglas аэропорт стал носить название Аэропорт Очард Филд. В 1945 году власти Чикаго приняли решение о развитии. Несмотря на то, что трёхбуквенный код IATA — ORD — продолжал напоминать о первоначальном названии аэропорта, он был переименован в 1949 в честь лейтенанта-командора Эдварда Генри О’Хара, аса Второй мировой войны, награждённого Медалью Почёта.
К началу 1950-х аэропорт Мидуэй, который был главными воздушными воротами Чикаго с 1931 года, стал слишком маленьким и переполненным несмотря на ряд расширений и был неспособен принимать реактивные самолёты первого поколения. Городские власти Чикаго и FAA начали развивать О’Хара в качестве будущего первого аэропорта Чикаго. Первые коммерческие пассажирские рейсы начались в 1955 году, международный терминал был построен в 1958 году, однако большая часть внутренних рейсов не была переведена из Мидуэй, пока расширение аэропорта не было завершено в 1962 году. Перевод трафика из Мидуэй в О’Хара привело к тому, что О’Хара стал самым загруженным аэропортом мира, перевезя 10 млн пассажиров ежегодно. В течение двух лет пассажирооборот удвоился; количество пассажиров, прошедших через аэропорт О’Хара за 12 месяцев превысило количество иммигрантов, прошедших через остров Эллис за всё время его существования. В 1997 годовой пассажирооборот превысил 70 млн; в наше время он приближается к 80 млн. Пика загрузки аэропорт достиг в 1994 году — 1,000 ежедневных рейсов.
Аэропорт О’Хара связан с Чикаго через узкую полосу земли менее 70 метров шириной. Эта территория вошла в черту города в 1950-х с той целью, чтобы аэропорт граничил с городом и в связи с этим городские власти могли им управлять. Эта полоса ограничена с севера городом Розмонт, а к югу — Шиллер-Парк. Голубая линия скоростной железной дороги Чикаго была проведена в 1984.

## План модернизации
Большой объём перевозок в О’Хара и перегруженное расписание могут приводить к длительным задержкам и отменам рейсов, кроме того, аэропорт является крупным хабом, а значит эти проблемы могут затронуть пассажиров, летящих с пересадкой через всю территорию США. По официальной статистике О’Хара один из наименее пунктуальных аэропортов в США, исходя из процента задержанных рейсов. В 2004 United Airlines и American Airlines договорились об изменении их расписания с тем, чтобы содействовать уменьшению задержек, вызванных одновременным прибытием и отправлением рейсов. В связи с высоким трафиком прибывающих и вылетающих рейсов, а также движения рядом с аэропортом, авиадиспетчеры О’Хара являются самыми загруженными диспетчерами в мире исходя из количества рейсов в час, контролируемых одновременно.
Городские власти утвердили план инвестиций в сумме 6 млрд долл., который позволит увеличить пропускную способность аэропорта на 60 % и уменьшения числа задержек на 79 %. Этот план был одобрен FAA в октябре 2005 года и влечёт за собой переконфигурацию лётного поля и увеличение площади терминала. Будут построены четыре взлётно-посадочные полосы, а две списаны, чтобы придать лётному полю параллельную конфигурацию с восемью взлётно-посадочными полосами, аналогичную аэропорту Далласа. В результате осуществления этого плана в О’Хара значительно упростится приём самолётов, а аналогичных по масштабу планов реконструкции, которые могли бы позволить аэропортам-конкурентам обойти аэропорт О’Хара по пропускной способности. Также самолёты смогут прибывать и вылетать быстрее, несмотря на периодически сложные зимние условия Чикаго. План модернизации находится в процессе разработки, новая взлетно-посадочная полоса, увеличение существующей взлётно-посадочной полосы, и новый контрольно-диспетчерский пункт будут утверждены 20 ноября 2008. Новая северная взлётно-посадочная полоса 9L/27R будет использоваться прежде всего для приёма самолётов при плохой погоде, которая является одной из важнейших причин задержек в аэропорту О’Хара. Терминалы 3 и 5 будут увеличены, а новый западный терминал запланирован с доступом в аэропорт с западной стороны; однако для этого требуется приобрести дополнительный участок земли, что приведёт к переселению около 2 800 местных жителей. Программа увеличит пропускную способность аэропорта до более чем 3 800 взлётов-посадок в день с существующей 2 700 и значительно увеличит пропускную способность, и, в конечном счёте, позволит принимать Airbus A380.
 увеличиваемая ВПП новая ВПП заменяемая ВПП
- Фаза 1 программы модернизации
- Фаза 2
- Фаза 3
- Окончательная конфигурация ВПП

Соседние общины Бенсенвилл и Элк Гроув Виллидж являются центрами сопротивления планам расширения аэропорта. В результате расширения некоторые местные жители и коммерческие предприятия должны будут перемещены. Бенсенвилл и Элк Гроув Виллидж создали комиссию  для борьбы с расширением аэропорта. На данный момент они достигли особого успеха, но комиссия действительно получила временный судебный запрет против проекта расширения, который был одобрен FAA; тем не менее, судебный запрет был в скором времени преодолён.

## Терминалы, авиакомпании и назначения
В Международном аэропорту О’Хара работает четыре терминала. Планируется строительство ещё двух или более зданий терминалов. Существует возможность строительства большого терминального комплекса в западной части аэродрома, который будет иметь автомобильное сообщение с трассой I-90 и/или шоссе Элгин-О’Хара после того как будет закончена переконфигурация взлётно-посадочных полос.
United Airlines и United Express — крупнейшие авиакомпании в аэропорту О’Хара, они перевозят 48,79 % пассажиров. American Airlines и American Eagle — вторые по пассажирообороту, они перевозят 39,89 % пассажиров.
Полная информация относительно рейсов в и из Международного аэропорта Чикаго О’Хара доступна на сайте аэропорта.
Международный аэропорт Чикаго О’Хара имеет 186 выходов к самолётам в 4 терминалах (1, 2, 3, 5) и 9 залах (B, C, E, F, G, H, K, L, M)

### Терминал 1 (Терминал United Airlines)
Примечание: Международные рейсы обслуживаются в Терминале 5.
Терминал 1 имеет 53 выхода в 2 залах:

#### Зал B
Зал B имеет 21 выход: B1-B12, B14-B21, B22, B22(A,B)
- United Airlines (Олбани, Амстердам, Аруба, Атланта, Балтимор/Вашингтон, Пекин, Бойсе, Бостон, Боземан [сезонный], Буффало, Берлингтон (VT), Кабо-Сан-Лукас, Калгари, Шарлотта, Цинциннати/Северный Кентукки, Кливленд, Колумбус (О), Коцумел, Даллас/Форт-Уэрт, Дейтон, Денвер, Де-Мойн, Детройт, Форт-Майерс [с 2 ноября], Франкфурт, Большой Кайман, Гранд-Рапидс, Гринсборо [до 1 ноября], Гаррисберг, Хартфорд/Спрингфилд, Гонконг, Гонолулу, Хьюстон Межконтинентальный, Индианаполис, Джэксон-Хол, Джэксонвилл, Кахулуи, Канзас-Сити, Кона, Либерия [сезонный], Лондон-Хитроу, Лос-Анджелес, Манчестер (NH), Миннеаполис/Сент-Пол, Монтего-Бей, Мюнхен, Новый Орлеан [сезонный], Нью-Йорк-ЛаГуардиа, Ньюарк, Оклахома-Сити, Омаха, Округ Ориндж, Орландо, Палм-Спрингс [сезонный], Париж-Шарль де Голль, Филадельфия, Питтсбург, Портленд (OR), Провиденис, Пуэрто-Валларта, Пунта-Кана, Роли/Дарем, Ричмонд, Рочестер (NY), Сакраменто, Солт-Лейк-Сити, Сан-Антонио, Сан-Диего, Сан-Франциско, Сан-Хосе (CA) [до 2 ноября], Сан-Хуан (PR), Сан-Паоло-Гуарульюс, Сиэтл/Такома, Шанхай-Пудун, Сингапур, Спокан [до 2 ноября], Сент-Луис, Сен-Томе, Токио-Нарита, Торонто-Пирсон, Ванкувер, Вашингтон-Даллес, Вашингтон-Рейган, Уичито)

#### Зал C
Зал C имеет 32 выхода: C1-C12, C15, C16, C16A, C17, C18, C18A, C19-C32
United Airlines являются оператором шаттла между залами C и F. Эти шаттлы доступны через лестницы около выходов C-9 и E-2A.
- All Nippon Airways (Токио-Нарита)
- Lufthansa (Дюссельдорф, Франкфурт, Мюнхен)
- United Airlines (см. Зал B)
  - United Express оператор GoJet Airlines (Олбани, Берлингтон (VT), Цинциннати/Северный Кентукки, Гранд-Рапидс, Джэксонвилл (FL) [сезонный], Манчестер (NH) [сезонный], Омаха, Портленд (ME), Сан-Антонио, Сент-Луис, Сиракьюс, Талса)
  - United Express оператор Mesa Airlines (Аллентаун/Вифлеем, Акрон/Кантон, Атланта, Эплтон, Остин, Бирмингем (AL), Блумингтон/Нормал [до 2 ноября], Бойсе, Буффало, Сидар-Рапидс/Айова, Чарлстон (SC), Шарлотта, Кливленд, Колорадо-Спрингс, Колумбия (SC), Де-Мойн, Детройт, Гринсборо, Гринвилл (SC), Канзас-Сити, Мадисон, Мемфис, Молин/Куад, Нашвилл, Портленд (ME), Роли/Дарем, Роанок, Рочестер (NY), Саванна, Саут-Бенд, Спрингфилд (IL), Сиракьюс, Траверс-Сити, Талса, Уилкс-Барре/Скрантон)
  - United Express оператор Shuttle America (Альбукерке, Атланта, Буффало, Сидар-Рапидс/Айова, Колумбус (ОН), Даллас/Форт-Уэрт, Де-Мойн, Эдмонтон, Форт-Майерс [до 1 ноября], Хартфорд/Спрингфилд, Галифакс, Хьюстон-Межконтинентальный, Индианаполис, Канзас-Сити, Луисвилль, Майами [до 1 ноября], Миннеаполис/Сент-Пол, Монреаль, Мирта Бич [до 2 ноября], Новый Орлеан, Оттава, Питтсбург, Квебек, Роли/Дарем, Уайт-Плейнс)
  - United Express оператор SkyWest Airlines (Акрон/Кантон, Аллентаун/Вифлеем, Эпплтон, Аспен [сезонный], Остин, Биллингс, Бирмингем (AL), Бойсе, Боземен, Калгари, Каспер [сезонный], Сидар-Рапидс/Айова, Чарлстон (WV), Цинциннати/Северный Кентукки, Кливленд, Колорадо-Спрингс, Колумбус (ОН), Дейтон, Де-Мойн, Детройт, Эдмонтон, Фарго, Файеттвиль (AR), Форт-Уэйн, Гранд-Рапидс, Хэйден/Стимбот Спрингс [сезонный], Хьюстон-Межконтинентальный, Индианаполис, Каламазу [до 2 ноября], Калиспелл [сезонный], Канзас-Сити, Ноксвилл, Лансинг, Лексингтон, Линкольн, Луисвилль, Мадисон, Мемфис, Милуоки, Мизула, Молин/Куад, Нашвилл, Норфолк, Омаха, Оттава, Пеория, Питтсбург, Провиденс, Рапид-Сити [сезонный], Роанок, Сагино, Солт-Лейк-Сити, Сан-Антонио, Саванна, Су-Фолс, Саут-Бенд, Спрингфилд/Брэнсон, Спрингфилд (IL), Сиракьюс, Траверс-Сити, Талса, Ваусау/Стивенс Пойнт, Уичито, Уилкс-Барре/Скрантон, Виннипег)
  - United Express оператор Trans States Airlines (Гринсборо, Гаррисберг, Мадисон, Милуоки, Молин/Куад, Омаха, Роли/Дарем [сезонный], Ричмонд, Роанок, Рочестер (NY), Саут-Бенд, Сент-Луис, Сиракьюс, Уайт-Плейнс)

Первоначальный пассажирский терминал 1955 года постройки для международных рейсов был заменен современным Терминалом 1, разработанным архитектором Хелмутом Яном, в 1987.

### Терминал 2
Терминал 2 был построен во время большой реконструкции аэропорта в 1962 году, вместе с первоначальной частью Терминала 3.
Терминал 2 был единственным терминалом United до окончания строительства современного Терминала 1. В 1960-х, 70-х и 80-х он обслуживал United, Ozark, Braniff, Eastern, Northwest, Continental и Piedmont. Кроме Залов E и F (существующих сегодня) ранее существовал Зал D с 11 выходами, который был разрушен для расчистки места для Терминала 1.
В Терминале 2 30 выходов в 2 залах:

#### Зал E
Зал E имеет 16 выходов: E1, E1A, E2, E2A, E3, E4, E6-E15
United Airlines является оператором шаттла, курсирующего между залами E и C. К шаттлам можно попасть через лестницы около выходов E-2A и C-9. Интервал движения шаттлов 5-7 минут с 5:30 до 22:00.
- Air Canada (Монреаль, Торонто-Пирсон)
  - Air Canada Jazz (Калгари, Монреаль, Торонто-Пирсон)
- JetBlue Airways (Бостон, Лонг-Бич, Нью-Йорк-JFK)
- United Airlines
  - United Express (см Зал C)

#### Зал F
В Зале F есть 14 выходов, при этом некоторые из выходов могут обслуживать одновременно несколько рейсов, увеличивая максимальное количество обслуживаемых самолётов до 26: F1(A-D), F2(B-D), F4(A,B), F5, F6(A,B), F7B, F8-F10, F11(A-E), F12, F12(A-C), F14.
Выходы с буквенным обозначением в скобках — это те выходы, где загрузка/выгрузка пассажиров осуществляется через единственную дверь. Для погрузки/выгрузки пассажиров используются обычные трапы, пассажиры перемещаются по специальным коридорам, для того, чтобы попасть к нужному выходу используются лестницы/лифты. United Airlines в данный момент переводит рейсы с этих выходов с «внешними переходами», которые используются United Express, на телетрапы, что должно привести к усилению безопасности и большему комфорту пассажиров их рейсов.
Дополнительные выходы — F5B и F7A — в настоящее время строятся, они увеличат пропускную способность до 28 самолётов.
- United Airlines
  - United Express (См. Зал C)

### Терминал 3
В Терминале 3 расположено 77 выходов в 4 залах:
Примечание: Прибывающие самолёты международных рейсов обслуживаются в Терминале 5.

#### Зал G
Зал G имеет 26 выходов: G1A, G1B, G2A, G2B, G3-G5, G6A, G6B, G7-G14, G14A, G15-G19, G19A, G20, G21
- American Airlines
  - American Eagle (Олбани (NY) [до 2 ноября], Альбукерке [с 2 ноября], Атланта, Балтимор/Вашингтон, Блумингтон/Нормал, Буффало, Сидар-Рапидс/Айова, Шампейнn/Урбана, Шарлотта, Чаттануга, Цинциннати/Северный Кентукки, Кливленд, Колумбус (ОН), Далласс-Лав Филд, Дейтон [до 30 сентября], Де-Мойн, Детройт, Дубьюк, Эвансвилл, Файеттсвиль (AR), Флинт, Форт-Уэйн, Гранд-Рапидс, Грин-Бей, Гринвилл (SC) [до 30 сентября], Хартфорд/Спрингфилд, Гаррисберг [до 2 ноября], Хантсвилл, Индианаполис, Джэксонвилл (FL), Каламазу, Канзас-Сити [со 2 ноября], Ноксвилл, Ла-Кросс, Литл-Рок, Лексингтон [до 30 сентября], Луисвилл, Мадисон, Маркетт, Мемфис, Милуоки, Молин/Куад, Монреаль, Нашвилл, Новый Орлеан [со 2 ноября], Нью-Йорк-JFK [до 30 сентября], Оклахома-Сити, Омаха, Оттава, Пеория, Филадельфия [со 2 ноября], Питтсбург, Провиденс [до 2 ноября], Роли/Дарем [со 2 ноября], Ричмонд, Рочестер (МС), Рочестер (NY), Спрингфилд (IL) [со 2 ноября], Спрингфилд (МО), Сиракьюс, Толидо, Торонто-Пирсон, Траверс-Сити, Талса, Вашингтон-Рейган, Уосо/Стивенс-Пойнт, Уайт-Плейнс, Уичито)

#### Зал H
Зал H имеет 21 выход: H1A, H1B, H2, H3A, H3B, H4-H10, H11A, H11B, H12-H18
- American Airlines (Акапулько [сезонный], Альбукерке [до 1 ноября], Атланта, Остин, Пекин [с 4 апреля 2010], Бостон, Брюссель, Кабо-Сан-Лукас, Канкун, Даллас/Форт-Уэрт, Дели, Денвер, Детройт, Дублин, Игл/Вэйл [сезонный], Эль-Пасо, Файеттсвиль (AR), Форт-Лодердейл, Форт-Майерс, Франкфурт, Хейден/Стимбот [сезонный] Спрингс, Гонолулу [до 5 января], Хьюстон-Межконтинентальный, Индианаполис, Джэксон Хоул [сезонное], Канзас-Сити, Лас-Вегас, Лондон-Хитроу, Лос-Анджелес, Манчестер (Великобритания), Мехико, Майами, Миннеаполис/Сент-Пол, Монтего-Бей [с 31 января], Москва-Домодедово, Монреаль [до 1 ноября], Монтроуз/Теллурайд [сезонный], Нашвилл [до 1 ноября], Новый Орлеан, Нью-Йорк-ЛаГуардиа, Нью-Йорк-JFK, Ньюарк, Округ Ориндж, Орландо, Палм Спрингс [сезонный], Парис-Шарль-де-Голль, Филадельфия, Финикс, Портленд (OR) [сезонный], Пуэрто-Валларта [сезонный], Рэлей/Дарем, Рено/Тахо, Рим-Фиуминчино [сезонный], Сент-Луис, Солт-Лейк-Сити, Сан-Антонио, Сан-Диего, Сан-Франциско, Сан-Хосе (CA), Сан-Хуан (PR), Сиэтл/Такома, Шанхай-Пудун, Тампа, Токио-Нарита, Торонто-Пирсон, Тусон, Талса, Вашингтон-Рейган, Уэст-Палм-Бич [сезонный])
  - American Eagle (См. Зал G)

#### Зал K
Зал K имеет 22 выхода: K1-K5, K6A, K6B, K7-K10, K10A, K11-K20
- American Airlines (См. Зал H)
- Iberia (Мадрид)

#### Зал L
Зал L имеет 11 выходов: L1, L2A, L2B, L3-L10
- Alaska Airlines (Анкоридж, Сиэтл/Такома)
- American Airlines (См. Зал H)
- Delta Air Lines (Атланта, Цинциннати/Северный Кентукки, Солт-Лейк-Сити)
  - Delta Connection оператор Comair (Цинциннати/Северный Кентукки, Нью-Йорк-JFK)
  - Delta Connection оператор SkyWest Airlines (Атланта, Цинциннати/Северный Кентукки)
  - Delta Connection оператор Freedom Airlines (Цинциннати/Северный Кентукки, Нью-Йорк-JFK)
- Spirit Airlines (Форт-Лодердейл, Форт Майерс)

Терминал 3 был также построен в 1962. В 1960-е, до отмены госрегулирования авиалиний, Зал L был домашним для Delta Air Lines. Залы H и K обслуживали American, а Зал K также обслуживал крупного «регионального» перевозчика North Central. Зал G обслуживал TWA, несколькими выходов использовалось Air Canada. Терминал 3 был значительно расширен в 1983, был построен Зал L. Реконструкция была недавно завершена, она продолжалась с января 2004 до конца 2007 года.

### Терминал 4
Терминал 4 был временным международным терминалом аэропорта О’Хара с 1984 по 1993 годы, был расположен на первом этаже главного паркинга. Международные пассажиры сдавали багаж в Терминале 4 и подвозились к самолёту на автобусе. После открытия Терминала 5 Терминал 4 был перестроен в базу для автобусов CTA, гостиничных шаттлов и другого наземного транспорта. Название Терминал 4 будет использоваться в будущем для новых терминалов в аэропорту.

### Терминал 5 (Международный Терминал)
Терминал 5 имеет 21 выходов в единственном Зале.
Примечание: Терминал 5 принимает все прибытия международных рейсов в аэропорту О’Хара (кроме аэропортов стран, находящихся в таможенной зоне США), а также отправления следующих авиакомпаний:

#### Зал M
Зал M имеет 21 выходов: M1-M21
- Aer Lingus (Дублин, Шеннон)
- Aeroméxico (Дуранго [Сезонный], Гвадалахара, Мехико)
- Air France (Париж-Шарль де Голль)
- Air India (Франкфурт, Лондон-Хитроу, Мумбаи)
- Air Jamaica (Монтего-Бей)
- Austrian Airlines (Вена)
- British Airways (Лондон-Хитроу)
- Cayman Airways (Гранд-Кайман) [сезонный]
- Japan Airlines (Токио-Нарита)
- KLM (Амстердам)
- Korean Air (Сеул-Инчхон)
- LOT Polish Airlines (Краков, Варшава)
- Royal Jordanian (Амман)
- SAS (Копенгаген, Стокгольм-Арланда)
- Swiss International Air Lines (Цюрих)
- Turkish Airlines (Стамбул-Ататюрк)
- Virgin Atlantic (Лондон-Хитроу)

### Грузовые авиакомпании
- Aero Union
- Air China (Анкоридж, Пекин) (промежуточная посадка)
- Air France (Дублин, Париж-Шарль де Голль)
- Air New Zealand (Окленд, Франкфурт, Мельбурн, Шанхай-Пудун[12])
- Atlas Air
- ANA Cargo
- Asiana Cargo (Сеул-Инчхон)
- British Airways
- Cargoitalia
- Cargolux (Люксембург)
- Cathay Pacific (Гонконг)
- China Airlines (Анкоридж, Тайбэй-Тайвань Таоян)
- China Cargo (Шанхай-Пудун)
- China Southern (Гуанчжоу)
- DHL
- EVA Air (Анкоридж, Тайбэй-Тайвань Таоян)
- Evergreen International Airlines
- FedEx Express
- Great Wall Airlines
- Korean Air Cargo (Анкоридж, Сеул-Инчхон)
- JAL Cargo (Анкоридж, Токио-Нарита)
- Lufthansa Cargo (Анкоридж, Франкфурт, Лос-Анджелес)
- Martinair (Амстердам)
- Nippon Cargo Airlines (Токио-Нарита)
- Polar Air Cargo (Анкоридж, Токио-Нарита)
- Southern Air Transport (Анкоридж)
- Singapore Airlines Cargo (Анкоридж, Сингапур)
- UPS Airlines (Луисвилль)

В аэропорту О’Хара функционирует две зоны, в которых обрабатываются грузы, в которых находятся склады, мощности по разгрузке/погрузке и стоянки самолётов. В Юго-западной грузовой зоне, смежной с Ирвинг Парк Роад, сосредоточено свыше 80 % грузовых рейсов, прибывающих в аэропорт, здесь находятся 9 строений в два ряда. Северная грузовая зона, которая является результатом конверсии бывшей военной авиабазы (территории завода Douglas в 1943 году), также принимает грузовые рейсы. Она граничит с северной частью Бесси Коулмен Драйв.
Две прилежащие грузовые зоны имеют склад и мощности по разгрузке/погрузке, но не имеют стоянок для самолётов. Гpyзы перевозятся с/на самолёты с других рамп. Южная грузовая зона находится рядом с Маннхейм Роад. Восточная грузовая зона, граничащая с Терминалом 5, некогда была единственной грузовой секцией в аэропорту, однако сейчас главным образом используется в качестве технической зоны.
Несмотря на то, что грузовые рейсы крайне важны для аэропорта, гораздо большее количество грузов перевозится в грузовых отделениях пассажирских самолётов.

## Инфраструктура

### Взлётно-посадочные полосы
В аэропорту функционирует 7 основных взлётно-посадочных полос, две пары параллельных полос расположены под углом друг к другу, с востока на запад — три параллельных полосы. Самой большой из полос является 14R-32L длиной 3 962 м. Полосы 14L-32R, 14R-32L, 9L-27R и 10-28 оборудованы по категории III. Остальные полосы, кроме 4L-22R, имеют полный комплект оборудования курсо-глиссадной системы.
Три из семи взлётно-посадочных полос О’Хара пересекаются, что может создать проблемы при плохой погоде, очереди в аэропорту или сильном ветре. Кроме того, так как часть взлётно-посадочных полос пересекается, а у некоторых торцы вплотную к другим, диспетчеры должны ждать, пока взлётно-посадочная полоса освободится от движения до того, как они могут отправить другой самолёт на пересекающуюся взлётно-посадочную полосу. Когда диспетчер не может сделать этого, самолёты прибывают в пределах около сотни метров друг от друга и/или сталкиваются на взлётно-посадочных полосах. Было несколько инцидентов, в которых самолёты были близки к столкновению в О’Хара в последние годы. Предложенная реконструкция смогла бы смягчить эту проблему в О’Хара.
Три взлётно-посадочных полосы из первоначальных четырёх, построенных в 1943 году, приведены к современным стандартам. Другие полосы были построены в 1955, 1968 и 1971 годах.
Предложенный план модернизации аэропорта предполагает вывод из эксплуатации двух взлётно-посадочных полос и строительство четырёх других, при этом ещё две взлётно-посадочные полосы будут продлены.
Взлётно-посадочная полоса 32L иногда используется для взлётов в сокращённой конфигурации. Самолёты получают доступ к взлётно-посадочной полосе от её пересечения с рулёжной дорожкой T10 (обычно) или рулёжной дорожкой М (редко). Это сокращает эффективную длину взлётно-посадочной полосы, но позволяет продолжать работу взлётно-посадочной полосы 10-28.
По программе уменьшения шумового загрязнения О’Хара обязан использовать только одну взлётно-посадочную полосу с полуночи до 6 часов утра.
Предложенная программа переконфигурации взлётно-посадочных полос в О’Хара также подготовит аэропорт к приёму A 380. Взлётно-посадочные полосы должны быть усилены и/или расширены, чтобы принимать новый самолёт. Как часть программы переконфигурации взлётно-посадочной полосы, с 5 июля 2007 года существующая взлётно-посадочная полоса 9R-27L стала взлётно-посадочной полосой 10-28, а 30 августа 2007 года взлётно-посадочная полоса 9L-27R стала 9R-27L.

### Транспорт в аэропорт
- В аэропорт можно попасть автотранспортом по трассе I-190, которая выходит на I-90 (шоссе Кеннеди), выходящее в даунтаун Чикаго. Кроме того, в аэропорт можно попасть с восточной стороны по Мангейм Роад. Грузовики прибывают в аэропорт с южной стороны, остальной транспорт — с восточной.
- 2 сентября 1984 года открыта станция O’hare Синей линии чикагского метрополитена.
- К станции пригородных поездов из аэропорта отправляются автобусы.

### Транспортировка внутри аэропорта
Перевозка пассажиров внутри комплекса аэропорта осуществляется с помощью Системы транспортировки пассажиров аэропорта О’Хара (ATS — Airport Transit System) длиной 4,3 км, которая работает 24 часа в сутки и связывает все четыре терминала с паркингом. Система начала функционировать в 1993 году, планируются инвестиции в 90 млн долл. на покупку 24 новых вагонов и строительство линии до дальнего паркинга.

### Прочая инфраструктура
Большой грузовой комплекс в юго-западной части лётного поля был открыт в 1984, заменив большую часть старых грузовых мощностей, которые стоят там, где сегодня расположен Терминал 5.
Завод Дуглас в северо-восточной части аэродрома был передан авиации Национальной гвардии и Резерва ВВС, однако военные покинули О’Хара в 1998 году и в наши дни эта территория используется грузовыми самолётами и авиацией общего назначения.
Зона ангаров содержит сооружения, способные полностью размещать самолёты размером до Boeing 747.

## Авиакатастрофы и происшествия
В результате авиакатастроф рейсов, следующих в и из аэропорта О’Хара погибло 1057 человек:
- 9 февраля 1998 года самолёт рейса 1340 American Airlines[англ.] разбился после приземления из Международного аэропорта Канзас-Сити, травмы получили 22 пассажира[15].
- 31 октября 1994 года самолёт рейса 4184 American Eagle, следующий в аэропорт О’Хара, разбился на северо-западе штата Индиана, погибли все 68 пассажиров на борту[16].
- 8 сентября 1994 года самолёт рейса 427 USAir, вылетевший из О’Хара, упал на подлёте к Питтсбургу, погибли все 132 пассажира на борту[17].
- 19 июля 1989 года самолёт рейса 232 United Airlines, летевший из Денвера в Чикаго, разбился в Су Сити, Айова, погибло 111 человек на борту[18].
- 10 августа 1986 года самолёт рейса 131 American Trans Air[англ.] взорвался, в результате чего самолёт был разрушен[19].
- 19 марта 1982 года самолёт ВВС США разбился на подходе к О’Хара к северу от города, погибло 27 человек на борту[20].
- 25 мая 1979 года самолёт рейса 191 American Airlines, следовавший в Лос-Анджелес, разбился после взлёта из Чикаго, погибли все 271 человек на борту и два человека на земле. Эта авиакатастрофа стала самой крупной по числу жертв катастрофой одного самолёта в истории США, а также самой крупной авиакатастрофой в США до событий 11 сентября 2001 года[21].
- 20 декабря 1972 года Douglas DC-9 North Central Airlines при взлёте врезался в Convair 880 Delta Air Lines, погибло 10 пассажиров[22].
- 27 декабря 1968 года самолёт рейса 458 Convair[англ.] врезался в ангар в аэропорту О’Хара, погибло 27 человек на борту и 1 на земле[23].
- 16 августа 1965 года самолёт рейса 389 United Airlines, следовавший в аэропорт О’Хара, разбился в 45 км к востоку от аэропорта, погибло 30 человек на борту[24].
- 17 сентября 1961 года самолёт рейса 706 Northwest Orient разбился после взлёта в аэропорту О’Хара, погибли все 37 человек на борту[25].

- 1 апреля 1999 года Air China Boeing 747, рейс 9018, вырулил на действующую ВПП во время взлета корейской самолёта рейс 36, другого Боинга 747. Столкновения удалось избежать. На борту рано вырулившего китайского грузового самолёта было 8 человек и 379 пассажиров на Корейском авиа перевозчике.
- 8 октября 2001 года на самолёте рейса 1238 American Airlines, следовавшего из Лос-Анджелеса в Чикаго, один из пассажиров пытался ворваться в кабину пилотов за 40 минут до посадки в Чикаго. Инцидент завершился без критических последствий, пассажир был нейтрализован[26].
- 8 мая 2002 предполагаемый член Аль-Каида был арестован Хосе Падилла после приземления самолёта.
- 7 ноября 2006 года группа рабочих United Airlines сообщила о том, что они наблюдали НЛО около выхода C-17[27]. Свидетели сообщили, что объект парил над ними перед тем, как ушёл в облака. FAA была уведомлена об этом инциденте; тем не менее, диспетчеры FAA отрицали. что видели что-либо подобное и радаром объект не был обнаружен. FAA сделало выводы о том, что имело место погодное явление.
- 28 октября 2016 г. при взлете загорелся Boeing 767-300ER авиакомпании American Airlines, выполнявший рейс 383. Экипаж прервал взлет, 161 пассажир и 9 членов экипажа эвакуировались. 21 человек получили травмы. Самолёт получил существенные повреждения и был списан[28].